# Handelskai

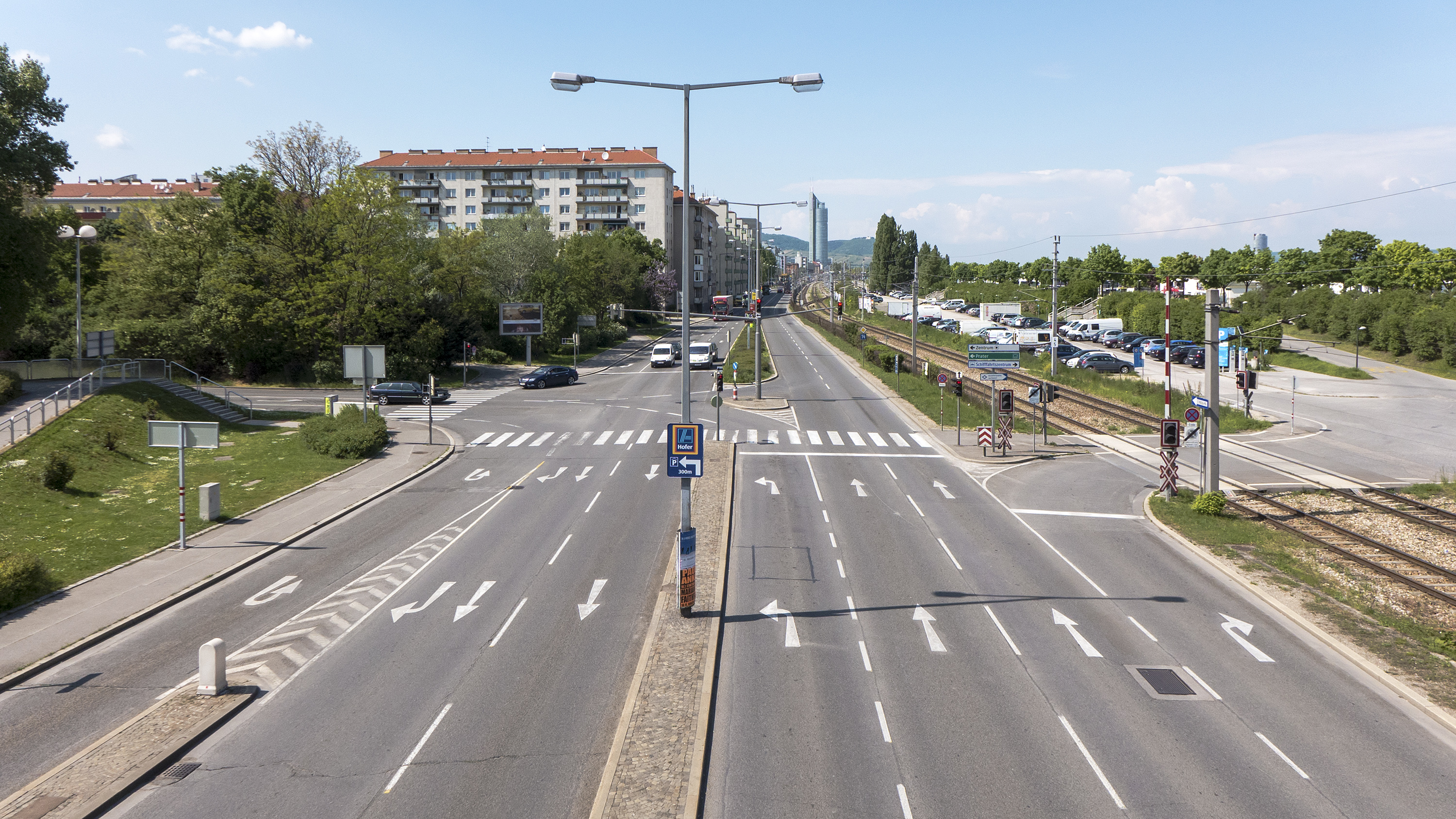
Der Handelskai von der Reichsbrücke in Richtung Nordwesten

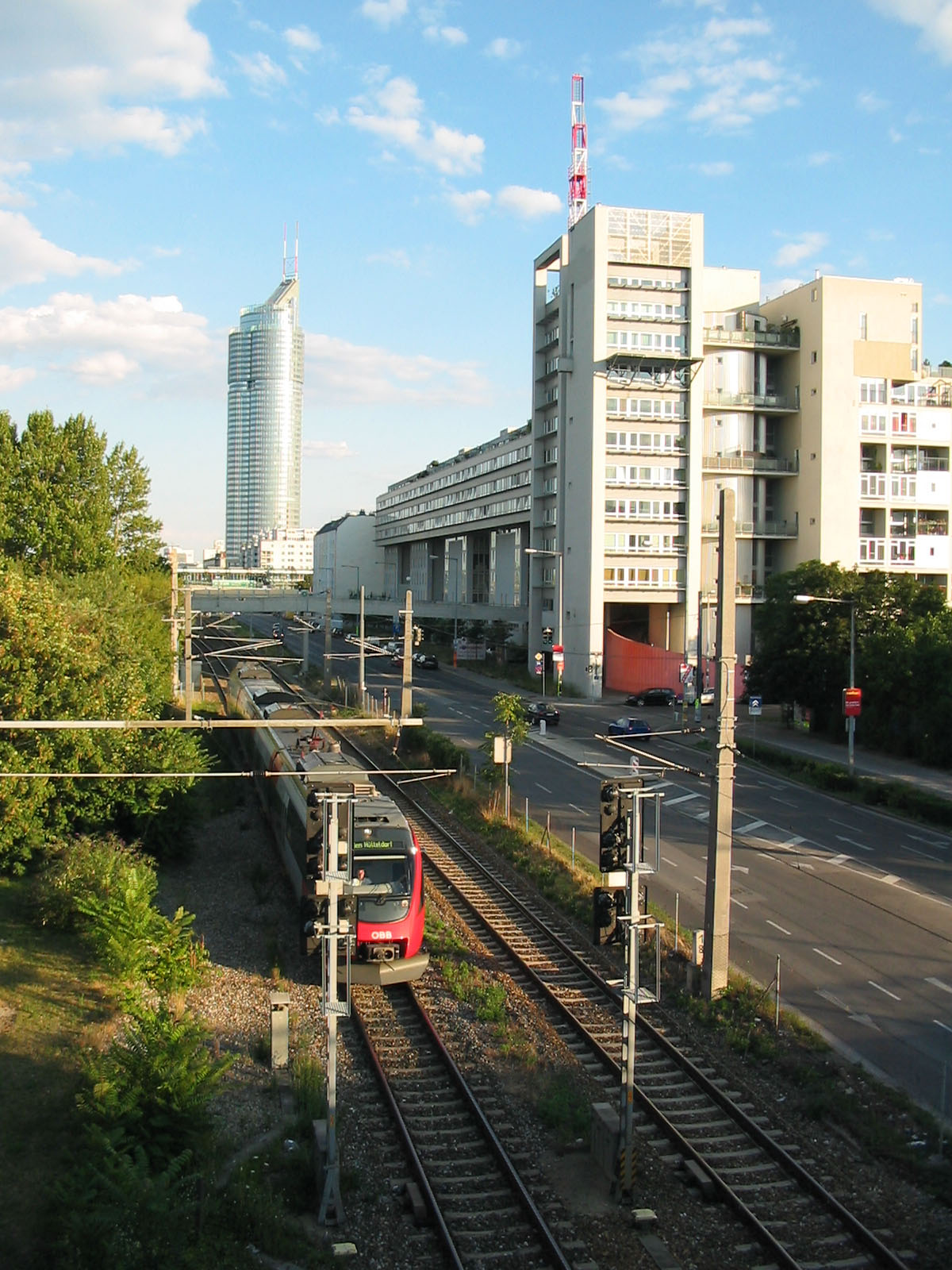
Der Handelskai und die Donauuferbahn, im Hintergrund der Millennium Tower

Der Handelskai [ˈhandl̩sˌkeː] ist mit rund 8,5 Kilometer Länge eine der längsten Straßen Wiens. Er verläuft entlang des rechten Donauufers im 20. Wiener Gemeindebezirk, Brigittenau, und im 2. Bezirk, Leopoldstadt.

## Verlauf
Der Handelskai beginnt bei der Schleusenbrücke der Nussdorfer Wehr- und Schleusenanlage im 20. Bezirk, wird vom Autobahnknoten bei der Nordbrücke unterbrochen und endet an der Abzweigung der Aspernallee im 2. Bezirk, wo er direkt in die Hafenzufahrtstraße und in weiterer Folge in die Freudenauer Hafenstraße übergeht, die an der Freudenauer Hafenbrücke Richtung Simmering endet. Fast der gesamte Straßenzug ist Teil der in Wien und Niederösterreich verlaufenden Landesstraße B 14.
Auf fast seiner gesamten Länge (ausgenommen nördlich der Nordbrücke, wo die Bahn landeinwärts der Straße verläuft) trennt ihn die Donauuferbahn vom Donaustrom und einer am Ufer verlaufenden Promenade. Der Handelskai unterquert alle Wiener Donaubrücken. Die Brückenauffahrten vom Handelskai an den historischen Brückenstandorten wurden platzartig gestaltet (Friedrich-Engels-Platz bei der Floridsdorfer Brücke, Mexikoplatz bei der Reichsbrücke).
Häuserblöcke im üblichen Sinn finden sich nur an der zentrumsnäheren Straßenseite (an der anderen verläuft die Bahn); auf einem Stadtplan um 1900 waren insgesamt vierzig (teilweise erst geplante) Häuserblöcke eingezeichnet, darunter viele Fabriksgelände (z. B. mehrere Lederfabriken).

## Öffentlicher Verkehr

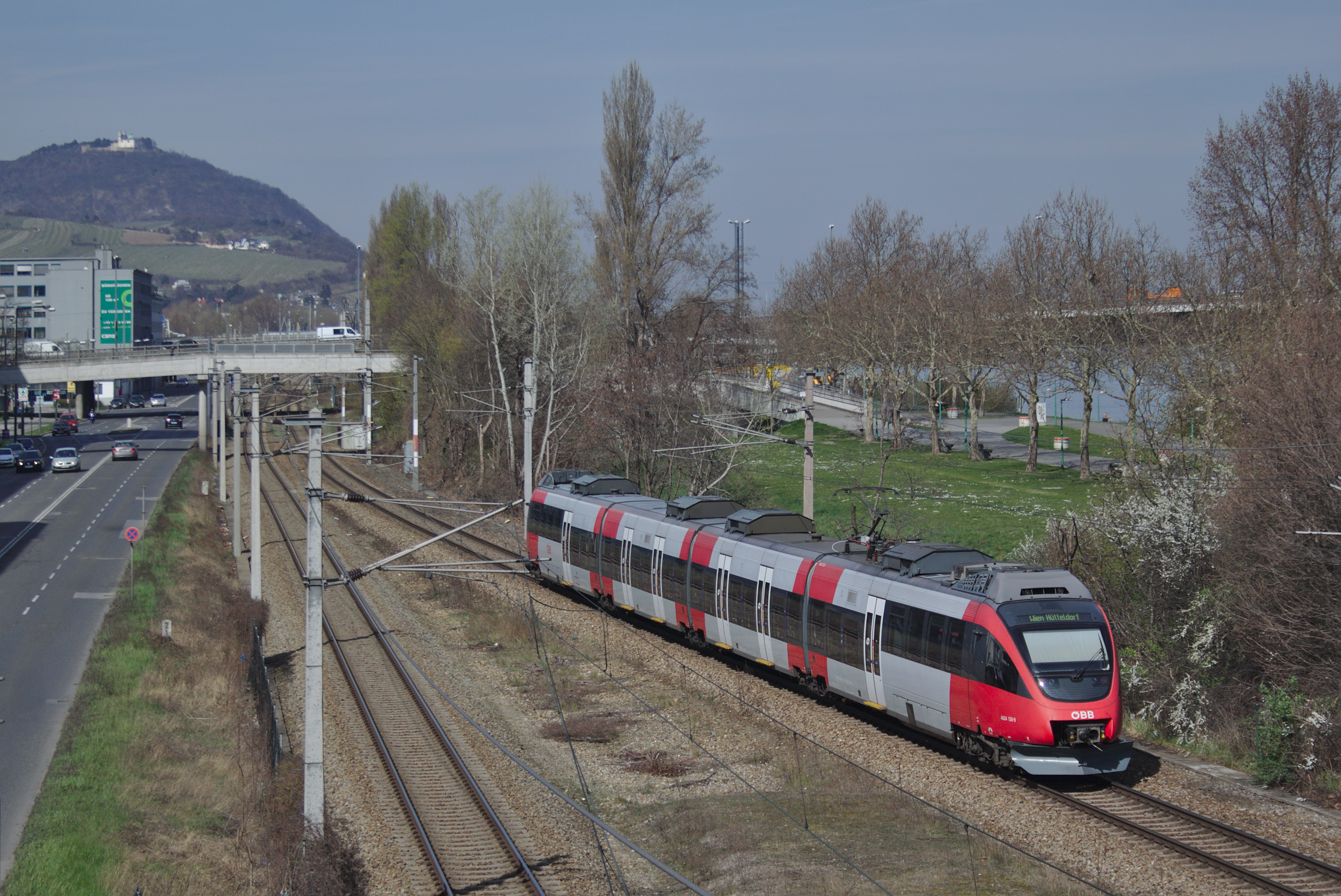
Von links nach rechts: Fahrbahnen des Handelskais, Donauuferbahn mit aus dem Bahnhof Wien Handelskai ausfahrendem Zug der Linie S45, Promenade am Donaudamm, Donau

(in Fließrichtung der Donau angeführt)
- Die Straßenbahn (heute Linie 31) überquert seit 1910 den Handelskai auf der Floridsdorfer Brücke im Zuge der Straßenbahnstrecke Schottenring–Stammersdorf, die 1886 von der Dampftramway-Gesellschaft vormals Krauss & Comp. eröffnet wurde.
- Die seit 1962 bestehende S-Bahn über die Nordbahnbrücke und die die Donau auf dem unmittelbar benachbarten Georg-Danzer-Steg überquerende U-Bahn-Linie U6 halten seit 1996 (Betriebsaufnahme der U6-Verlängerung) in Hochlage an der neu errichteten Station Handelskai auf Höhe des Millennium Towers bzw. des Rivergates; die auf Straßenniveau verlaufende S45 auf dem nördlichsten Streckenteil der Donauuferbahn hat dort ihre Endstation (zuvor seit 1993 bei der Floridsdorfer Brücke).
- Die U-Bahn-Linie U1 überquert seit 1982 den Handelskai im Untergeschoß der nach dem Einsturz von 1976 neu errichteten Reichsbrücke. Die U-Bahn-Station Vorgartenstraße befindet sich am anderen Ende des Mexikoplatzes. Zuvor bestand über die Reichsbrücke seit 1898 Straßenbahnverkehr.
- Die U-Bahn-Linie U2 überquert seit 2010 den Handelskai und die Donau in der U-Bahn-Station Donaumarina und auf der anschließenden Donaustadtbrücke, die sich 200 Meter stromaufwärts der Praterbrücke der Südosttangente (Stadtautobahn A23) befindet. Zuvor überquerte hier eine Buslinie (zuletzt 84A) die Donau.
- Im südöstlichsten Teil des Handelskais verkehrt die S-Bahn (seit 1967, heute S80) auf der Stadlauer Ostbahnbrücke (die Bahnlinie wurde 1870 eröffnet). Die Haltestelle am südlichen Brückenende heißt Wien Praterkai (früher: Stadlauer Brücke – Lusthaus).

Seit 2025 ist die Verlängerung der Straßenbahnlinie 18 ab Schlachthausgasse über Stadion und Praterstern zum Handelskai in Bau, welche 2026 eröffnet werden soll.
Bis 1945 bestand auf der neben dem Handelskai verlaufenden, großteils 1876 eröffneten Donauuferbahn bescheidener Personenverkehr mit einigen Haltestellen, Donauuferbahnhof, Donaukaibahnhof und Praterspitz, in den letzten 20 Jahren von der Opposition erhobene Forderungen nach Verlängerung der S45 bis zur Stadlauer Ostbahnbrücke wurden bis dato nicht erfüllt.
Das Schifffahrtsunternehmen Erste Donau-Dampfschiffahrts-Gesellschaft hat seine Zentrale (Schiffahrtszentrum) am Handelskai bei Reichsbrücke und Mexikoplatz. Auch andere Schifffahrtsgesellschaften nützen im Personenverkehr vom Handelskai aus zugängliche Länden.

## Adressen

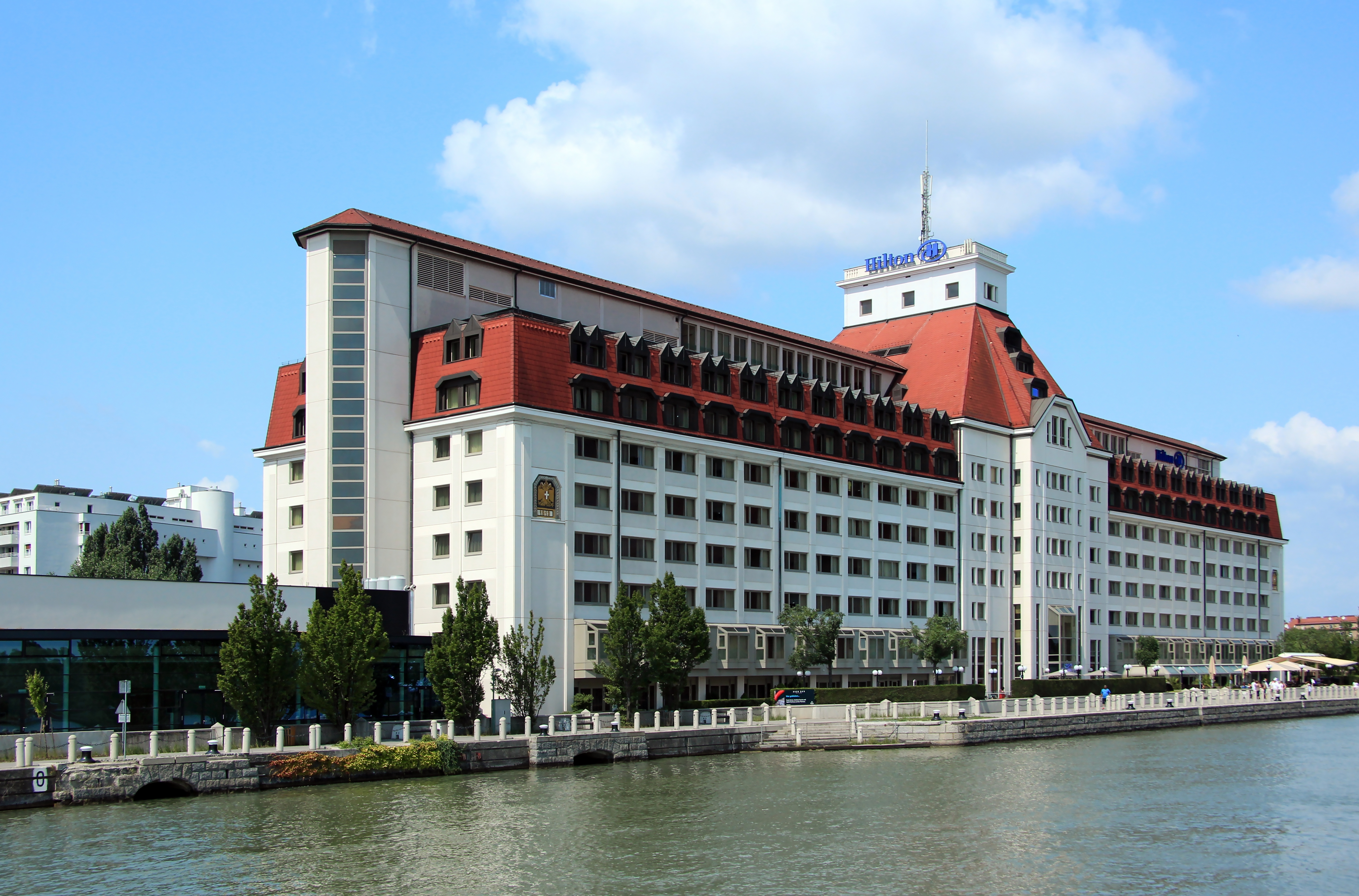
Hilton Vienna Danube Hotel, ehemals Neues städtisches Lagerhaus (1913)

Städtische Lagerhäuser am Wiener Handelskai, eröffnet 1876. Franz Kollarz: Zeichnung Über Land und Meer (um 1880)

Die Nummerierung beginnt im Nordwesten. Gebäude mit ungeraden Hausnummern befinden sich jenseits der die Fahrbahn begleitenden Donauuferbahn, Gebäude mit geraden Hausnummern stehen direkt an der Straße.
- Gesamte Länge des Handelskais: Stromhafen
- Nr. 94 und 96: Millennium Tower, das zweithöchste Gebäude Österreichs
- Nr. 130: Ehemalige Garvenswerke, erbaut 1896 von Oskar Laske senior und Viktor Fiala, erweitert 1907 durch Friedrich Schön, unter Denkmalschutz
- Nr. 142–146: Hauptstelle der Pensionsversicherungsanstalt (Eingang Friedrich-Hillegeist-Straße 1)
- Nr. 210: Kommunaler Wohnbau der Zwischenkriegszeit, 1928 von Hans Glas erbaut, unter Denkmalschutz
- Nr. 214 und 214 A: Karlheinz-Hora-Hof, 2022 benannt nach Karlheinz Hora[1][2]
- Nr. 265: Schifffahrtszentrum Wien der DDSG bei der Reichsbrücke
- Nr. 269: Hilton Vienna Danube Hotel[3] im ehemaligen neuen Lagerhaus. Das Gebäude wurde ab 1911 errichtet und am 6. Oktober 1913 unter anderem im Beisein von Eisenbahnminister Forster eröffnet.[4] 1986–1988 wurde der Getreidespeicher zu einem Hotel (mit eigener Brücke über die Donauuferbahn) umgebaut, vorerst als Scandic-Crown,[5] später als Holiday Inn Crowne Plaza.
- Nr. 286–298: Wohnhaus und Pensionistenheim, 1994 von Harry Glück erbaut, vorher war an dieser Stelle das Städtische Kühllagerhaus (Heinrich Goldemund, 1915)
- Zwischen Nr. 302 und 338 / Engerthstraße 267 und 269: Ferry-Dusika-Stadion (Hallenstadion)
- Nr. 343: Marina Wien, Sportboothafen und Schiffsführerschule, der U-Bahn-Station Donaumarina benachbart; ehemals Militärschwimmanstalt
- Nr. 346: Marina Tower, Wohnhochhaus mit Beteiligung der Stadt Wien (Spatenstich Herbst 2015)[6]
- Nr. 348 / Johann-Böhm-Platz 1: Österreichischer Gewerkschaftsbund (ÖGB-Zentrale)

## Geschichte
Der Handelskai entstand im Zuge der 1875 fertiggestellten, das Flussbett begradigenden Donauregulierung. Die offizielle Benennung erfolgte im Jahre 1884. Der Name nimmt Bezug auf die (teilweise noch heute vorhandenen) donauuferseitigen Lagerhäuser, Schiffsanlegeplätze und Kaianlagen.
Ursprünglich war der Name historischen Stadtplänen zufolge für das unmittelbare, zu Kaianlagen ausgebaute Donauufer nördlich und südlich der Reichsbrücke in Verwendung. Später ging der Name auf die Durchgangsstraße entlang der Donauuferbahn über. Die Kaianlagen selbst erhielten andere Namen, die allerdings nur von Experten und auf Stadtplänen verwendet werden. In der Öffentlichkeit werden bis heute Straße samt Kaianlagen als Handelskai bezeichnet.
Der Handelskai wurde bei starken Hochwässern der Donau manchmal ebenso wie die Donauuferbahn überflutet, zuletzt 1975. Mit der 1988 beendeten zweiten Donauregulierung wurde der Hochwasserschutz am rechten Donauufer verbessert, sodass Überflutungen seither nicht mehr stattfinden.

## Galerie

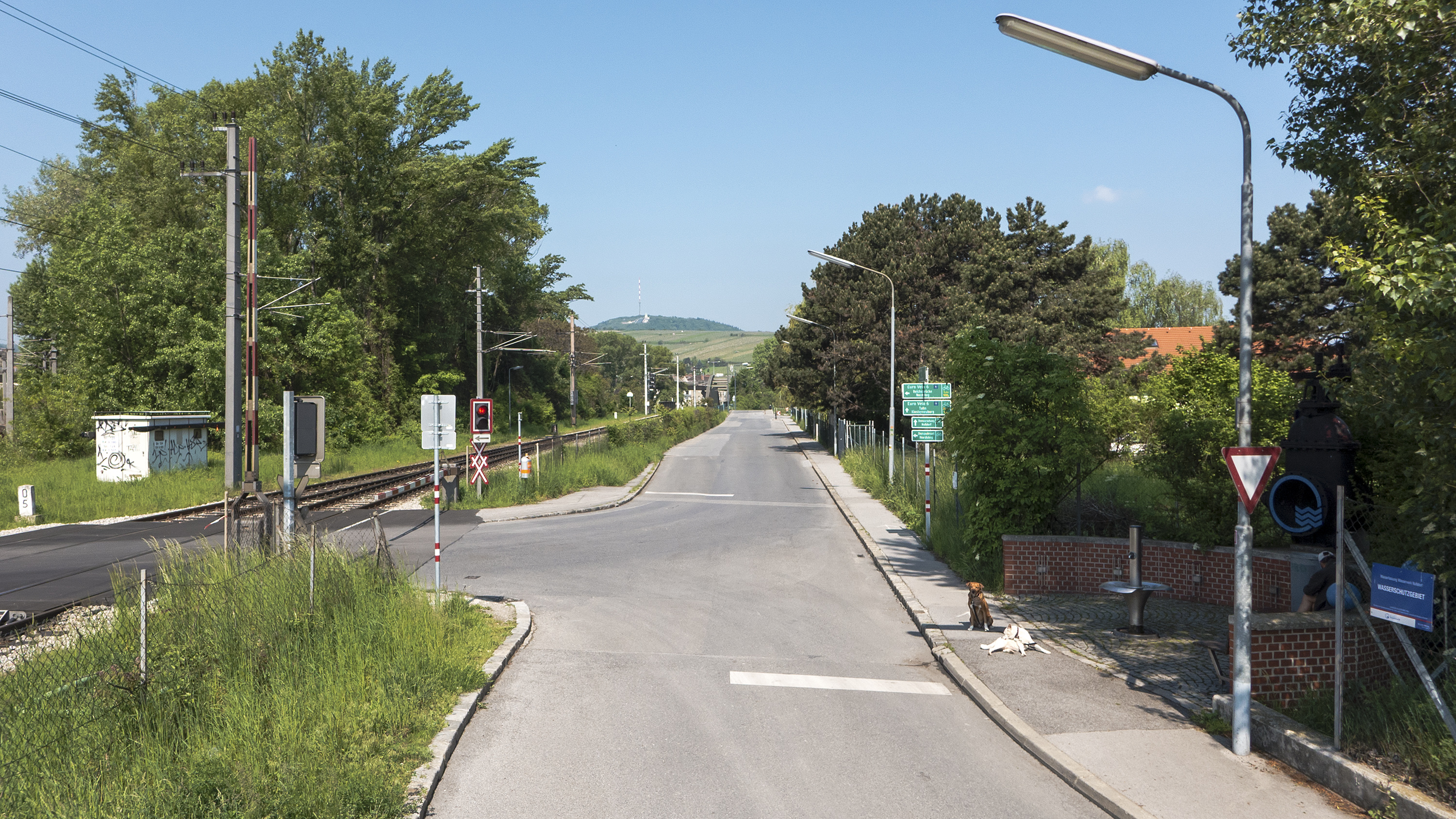
Das nordwestliche Ende der Straße beim Brigittenauer Sporn
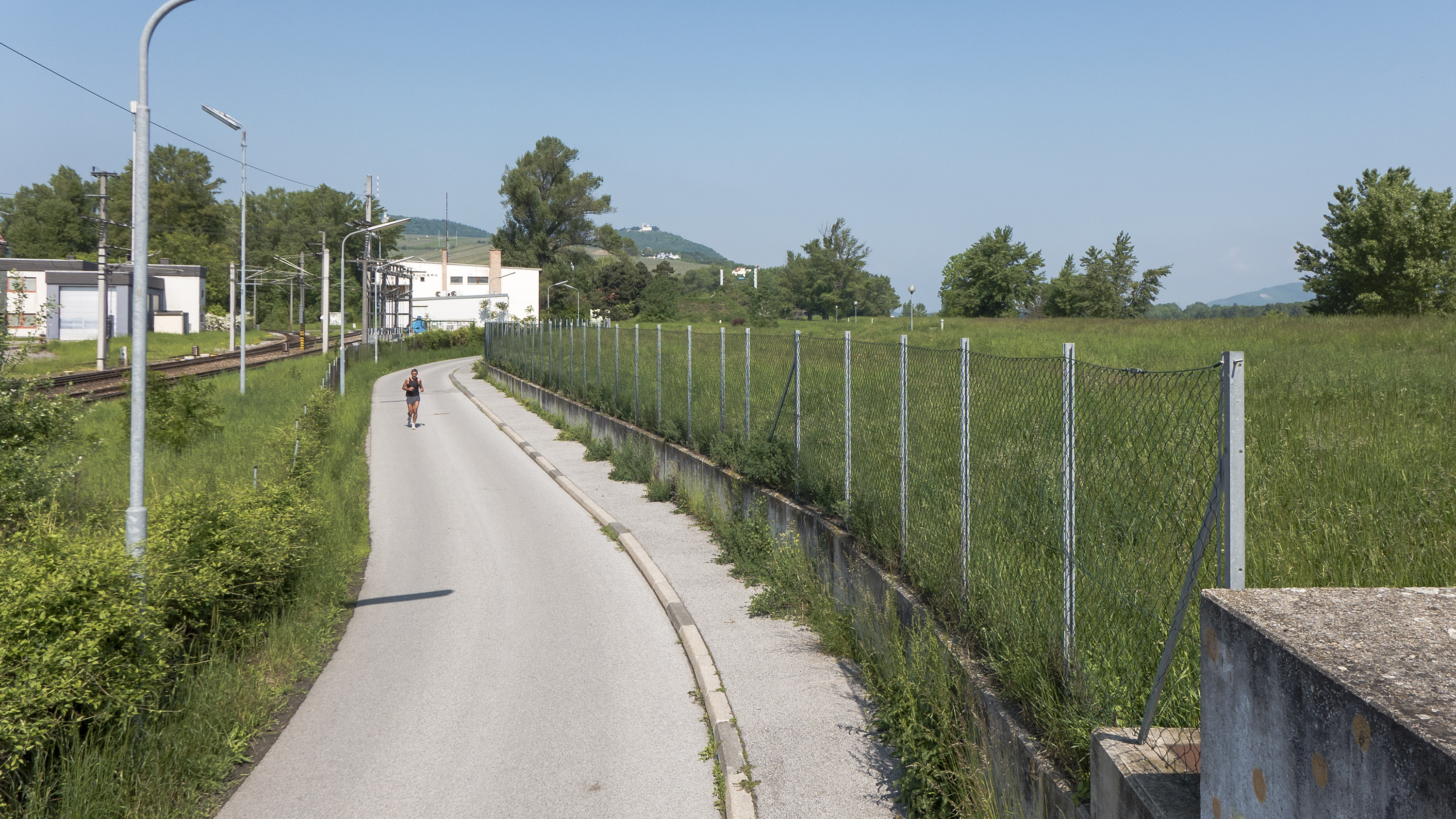
Der nordwestliche Teil der Handelskais
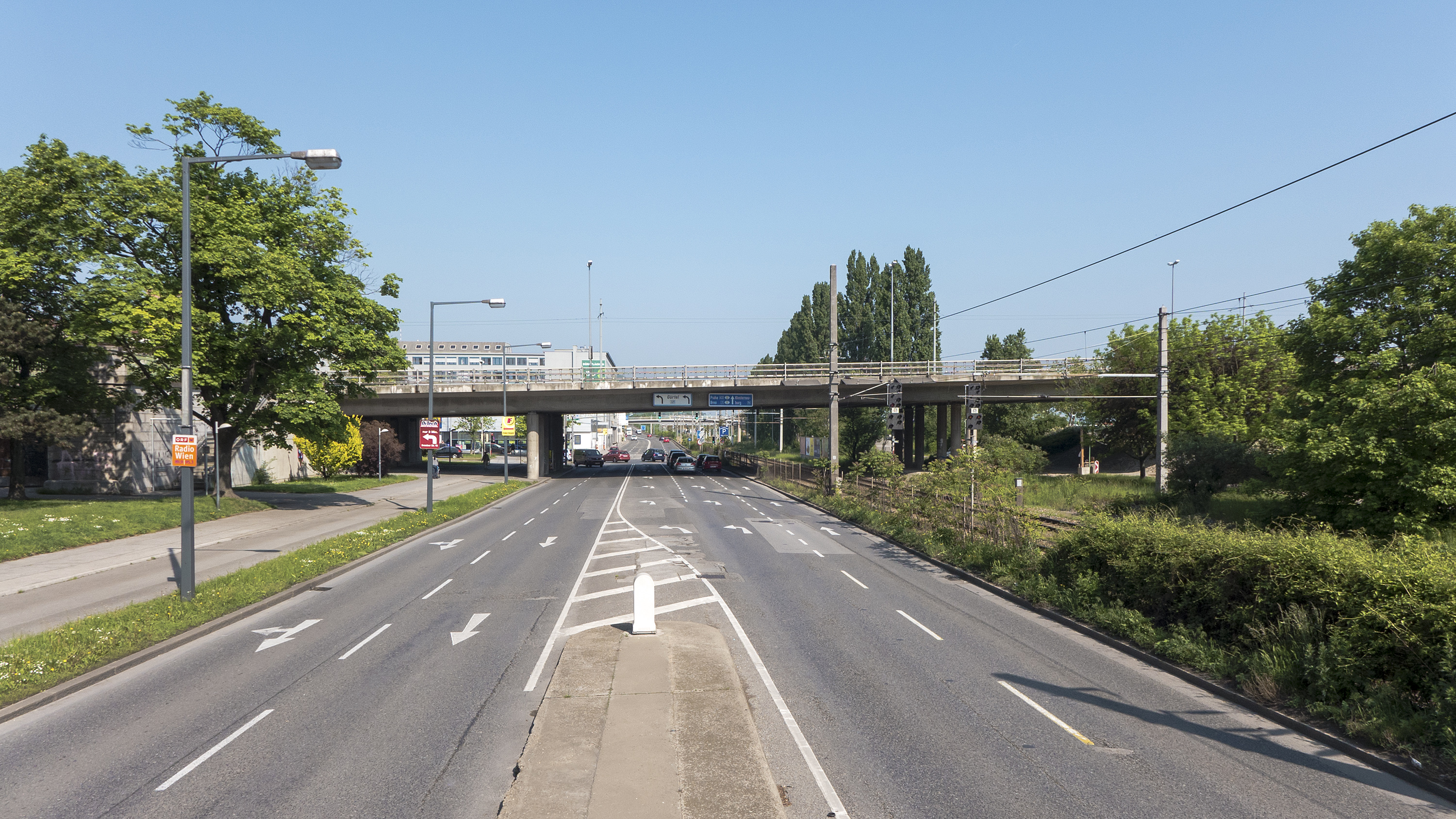
Vor der Floridsdorfer Brücke
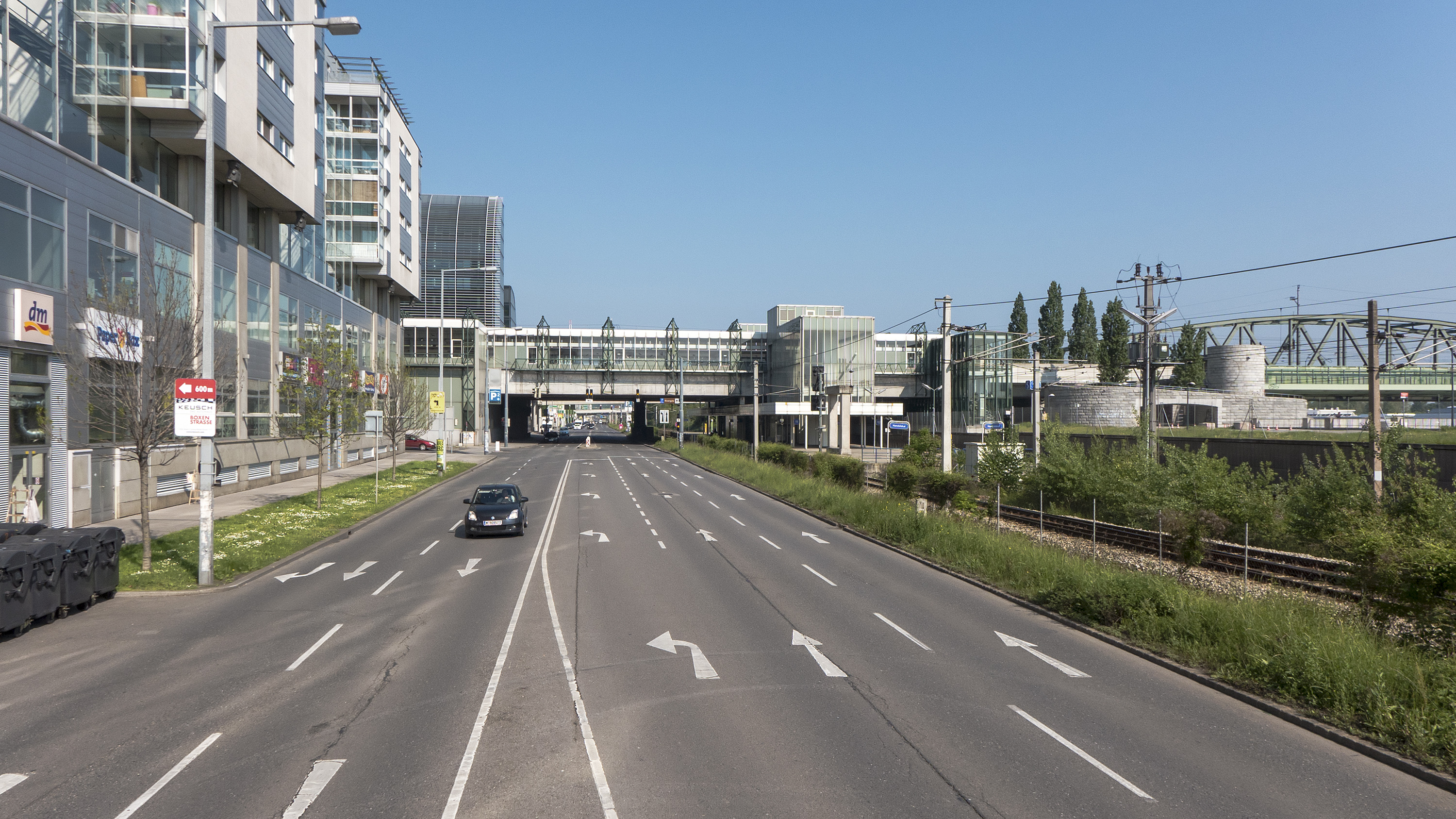
Vor der Verkehrsstation Wien Handelskai
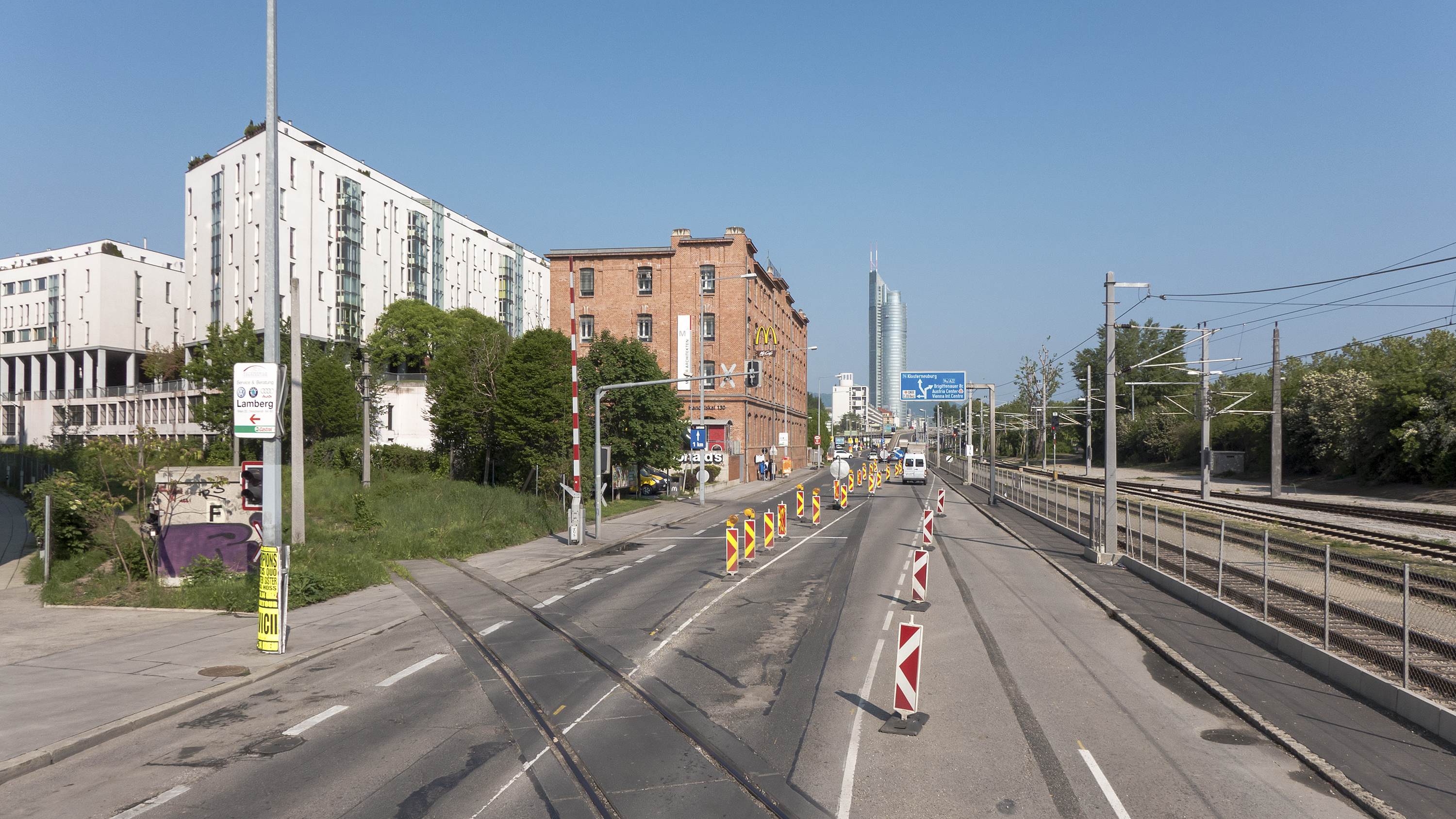
Bei der Holubstraße, das Ziegelgebäude sind die ehemaligen Garvenswerke
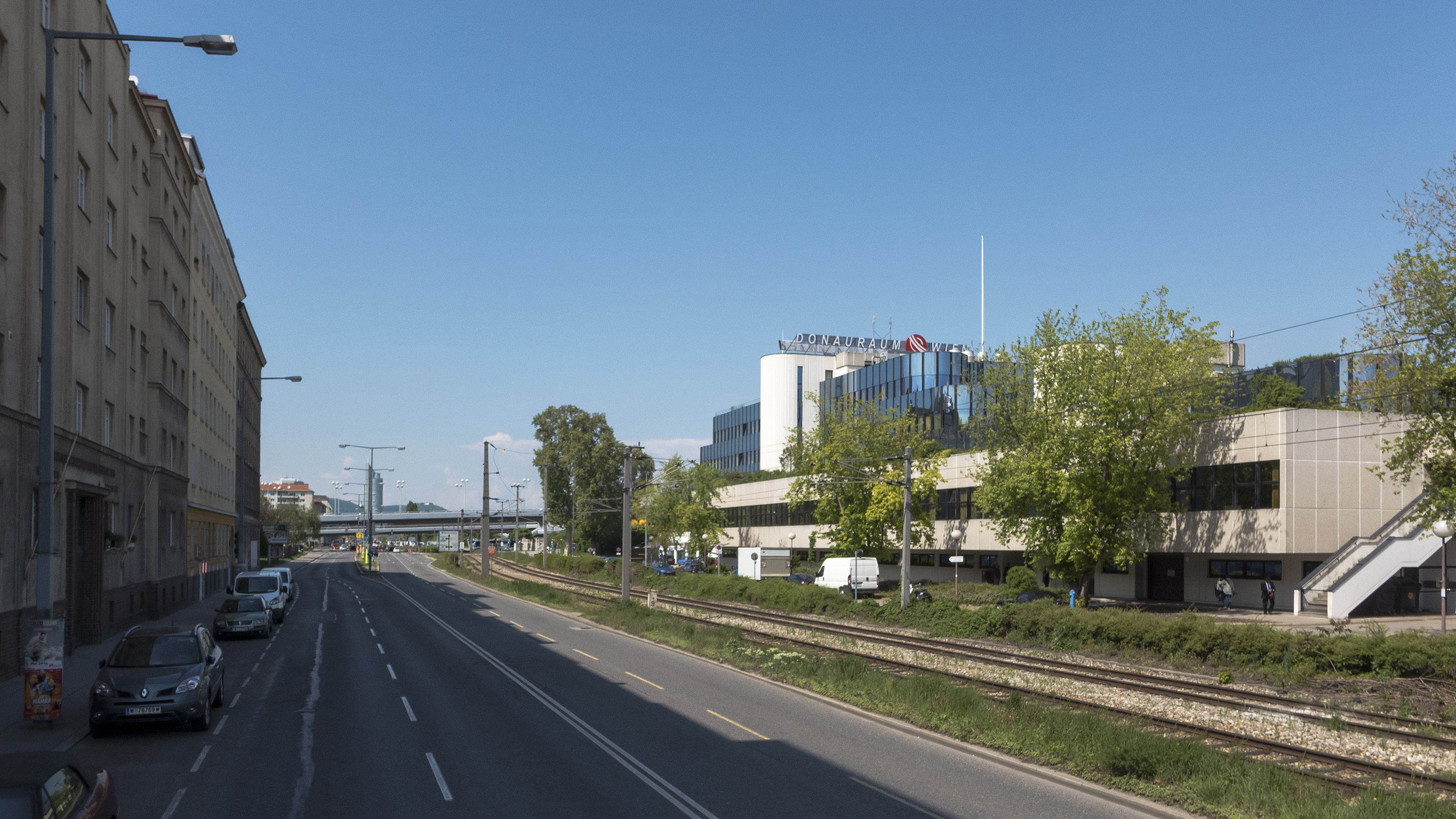
Bei der Wachaustraße, hinten die Reichsbrücke
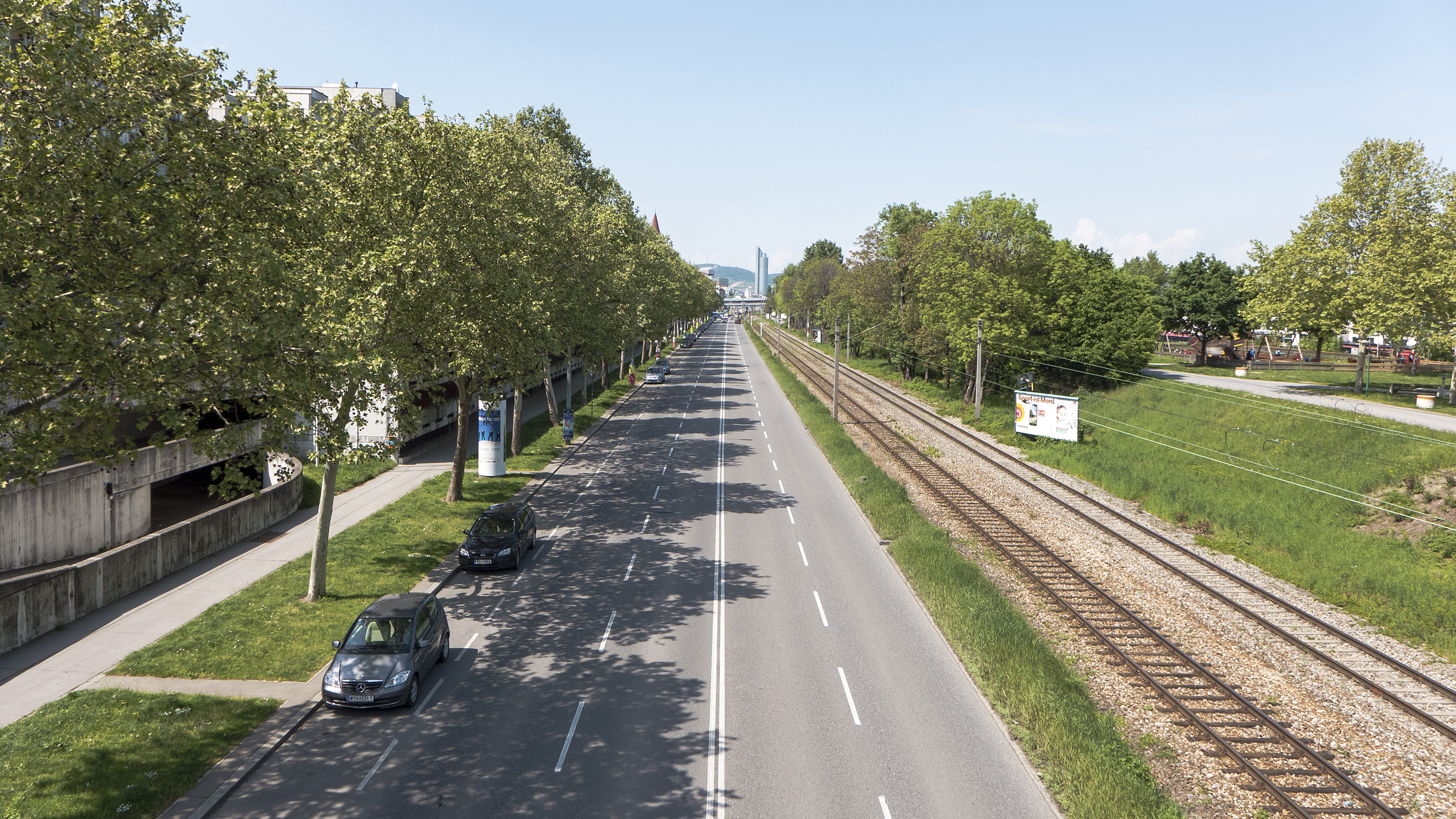
Vom Kafkasteg aus gesehen
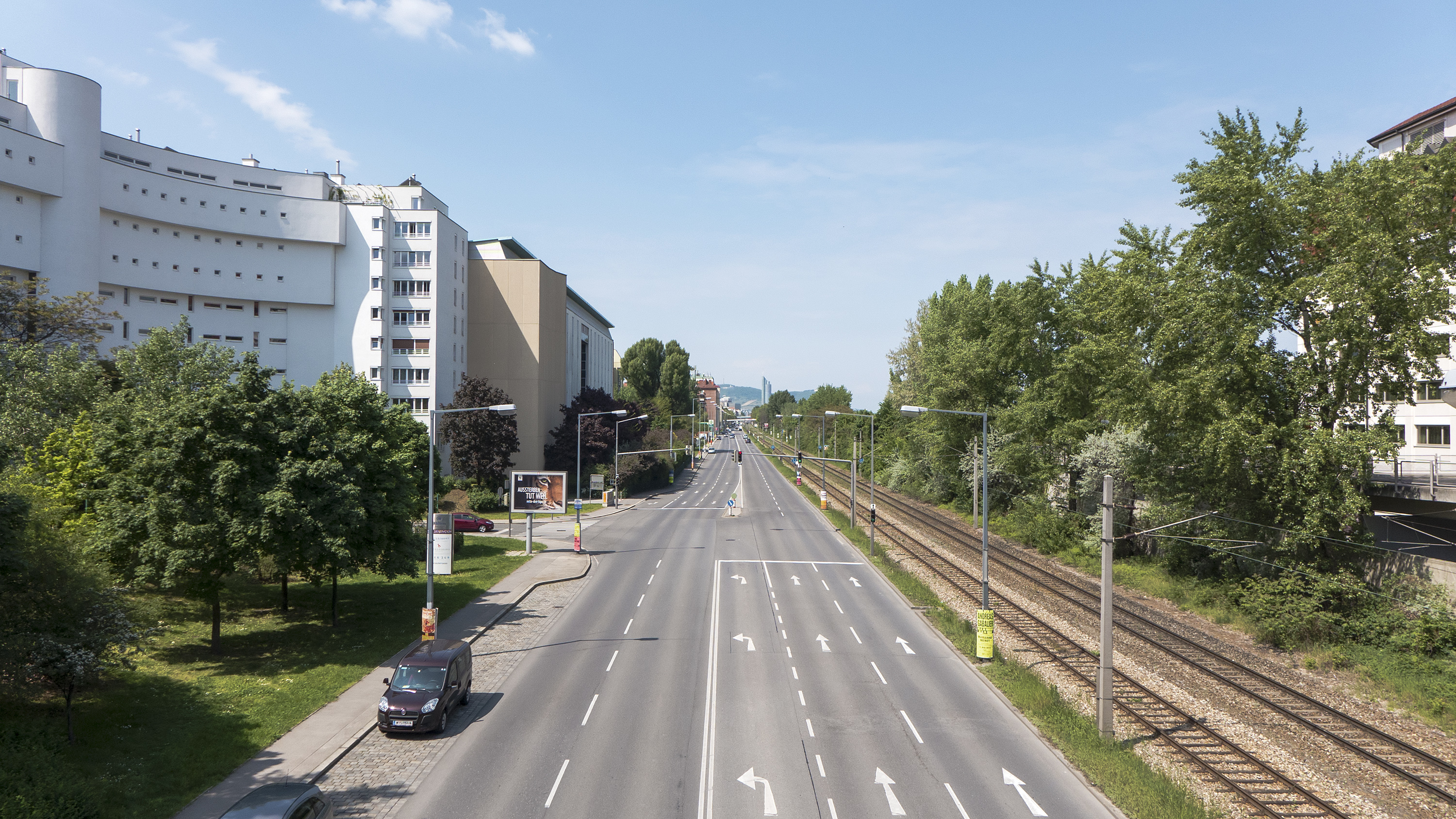
Vom Roman-Köhler-Steg aus gesehen
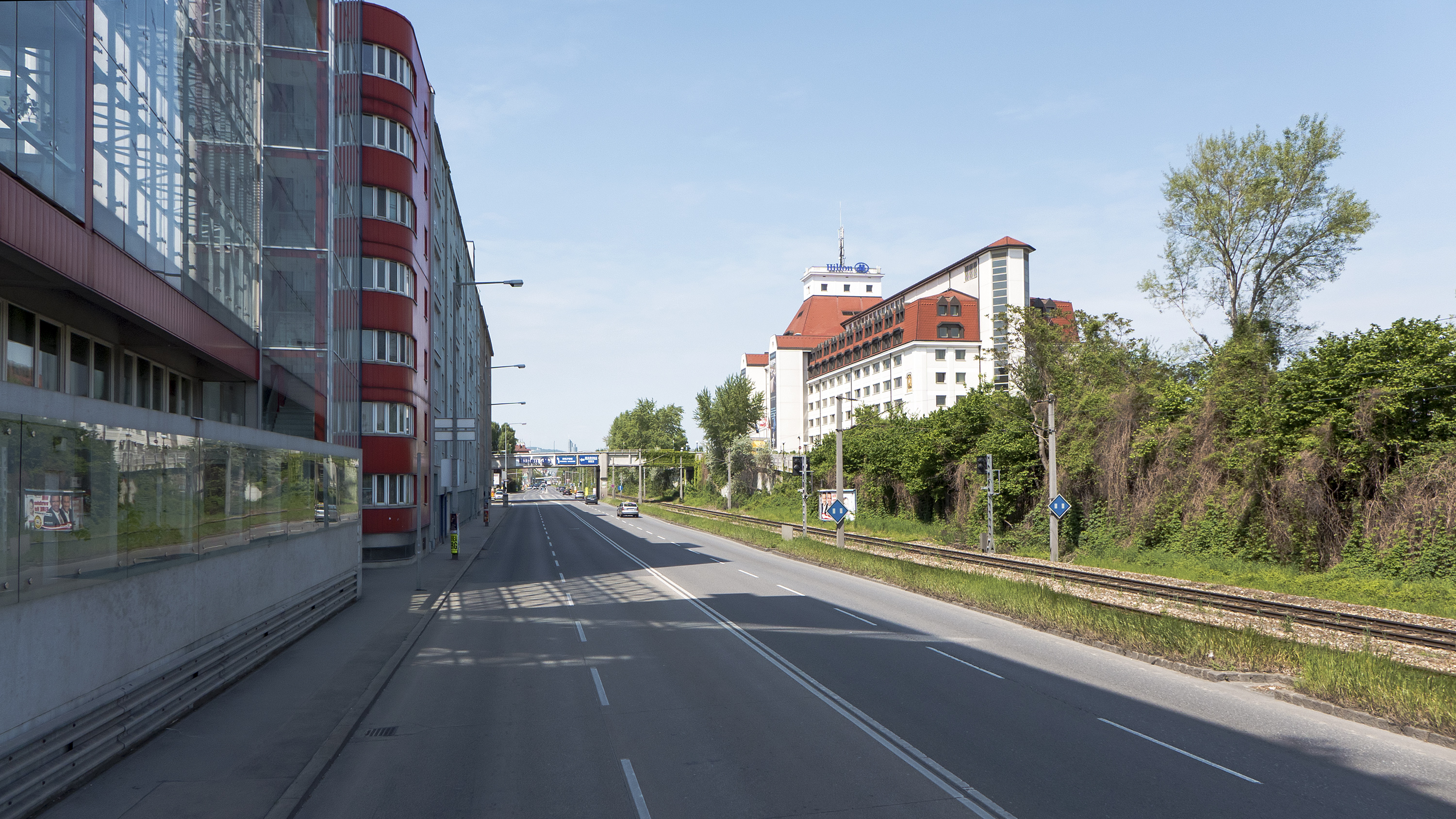
Bei der Meiereistraße, rechts das Hotel Hilton Vienna Danube
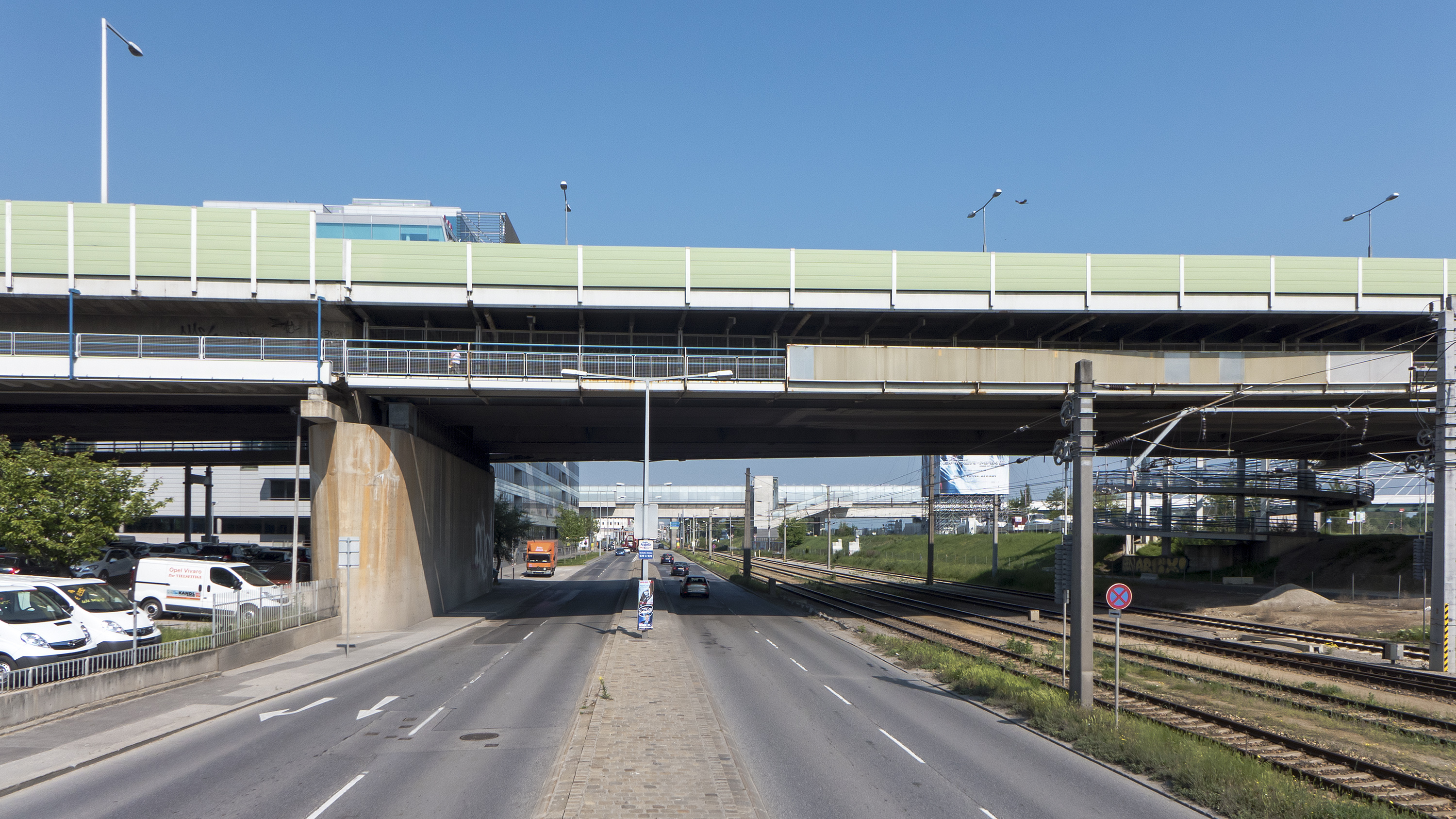
Vor der Praterbrücke, hinten die U-Bahn-Station Donaumarina der U2
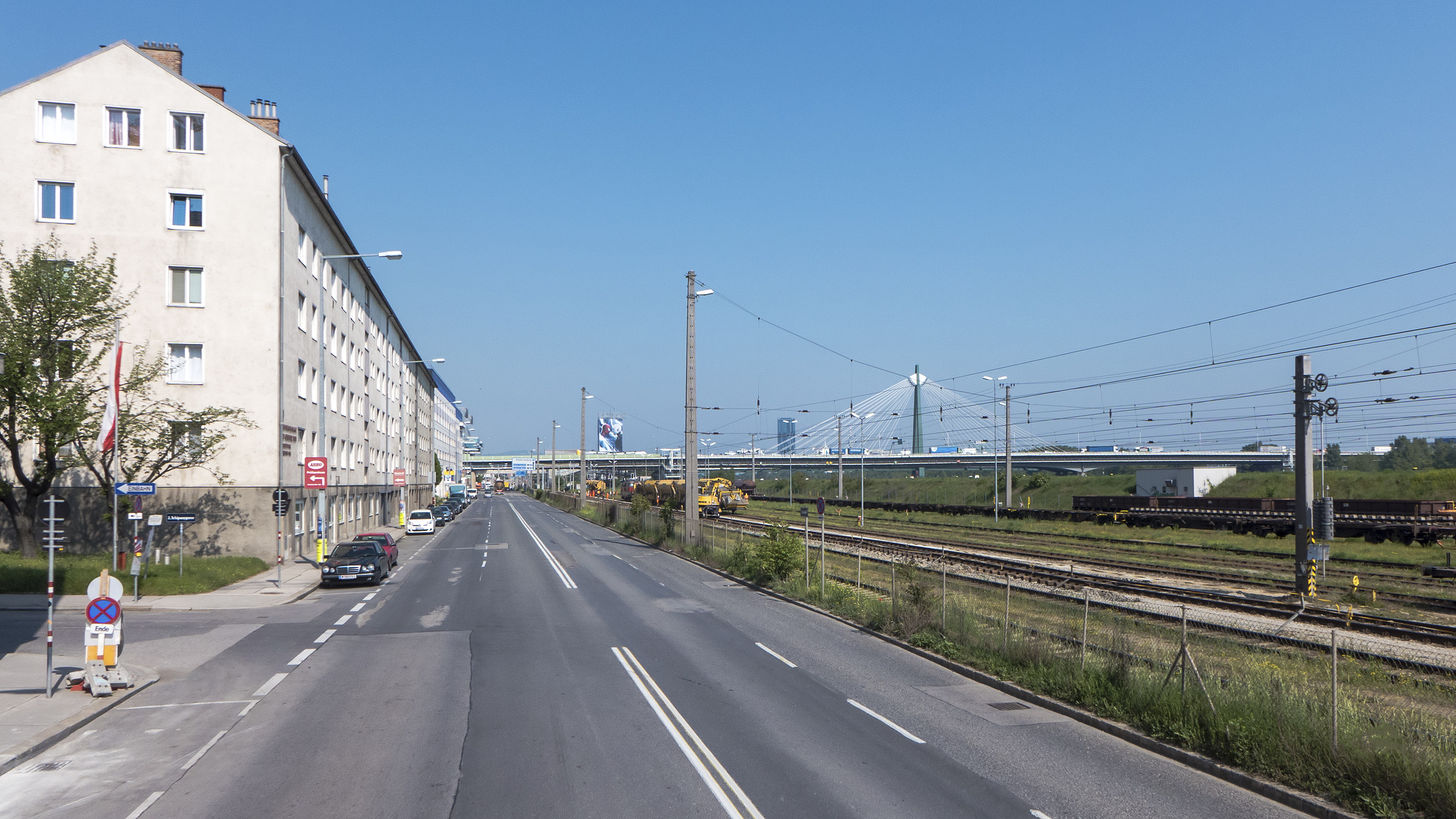
Bei der Schipanygasse (nahe dem Heustadelwasser)
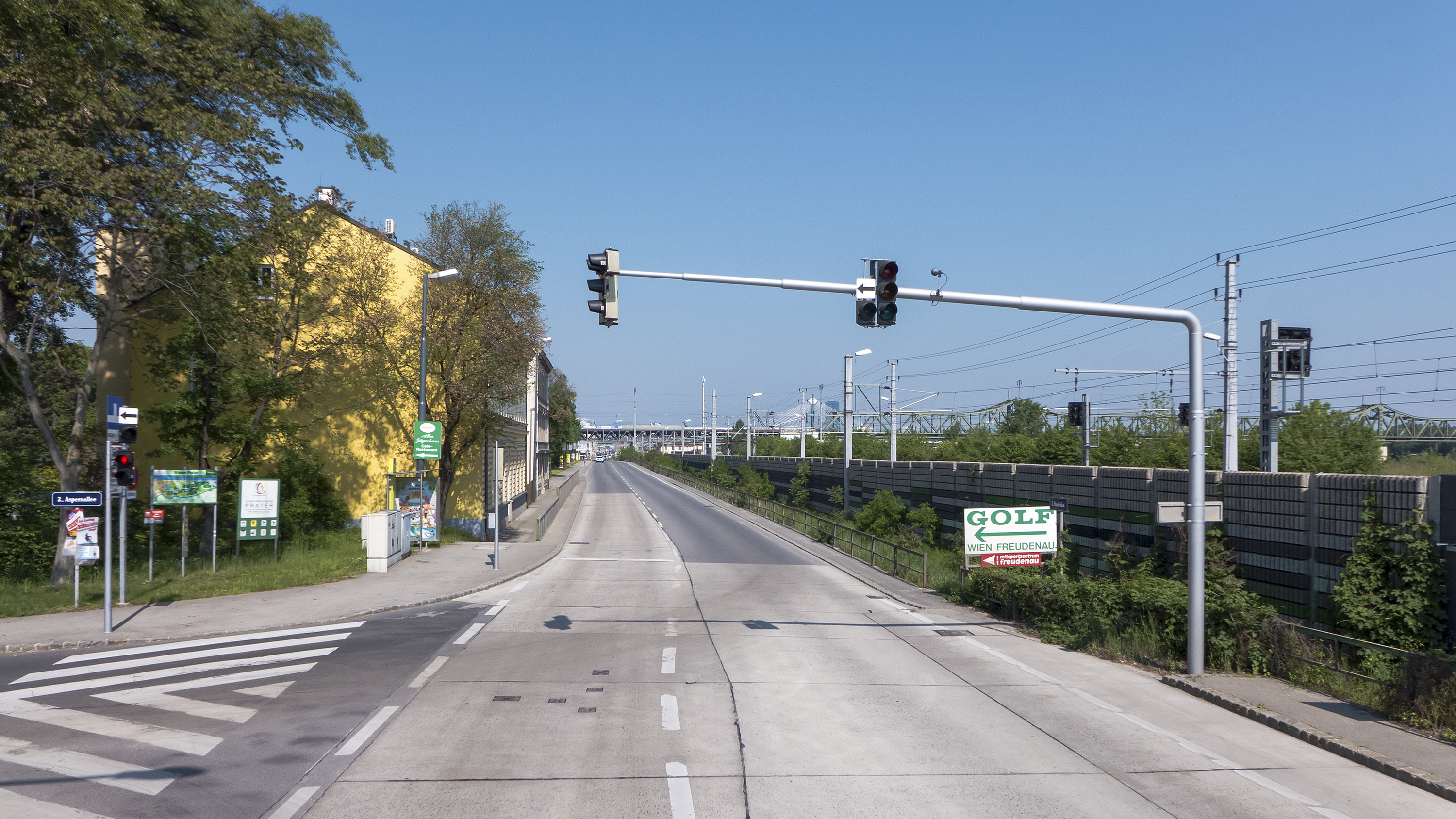
Das südöstliche Ende der Straße bei der Aspernallee; die Fortsetzung heißt Hafenzufahrtsstraße